# Lila dit ça
Pour plus de détails, voir Fiche technique et Distribution.
Lila dit ça est un film franco-britanno-italien réalisé par Ziad Doueiri d'après le roman de Chimo (1996), tourné en 2004 et sorti en 2005.

## Synopsis
Chimo vit dans un quartier hostile de Marseille. Il a 19 ans. Il vit seul avec sa mère. Il a ce que l'on appelle communément un "talent naturel" pour l'écriture. Détecté par son professeur, l'école lui offre la chance unique d'aller étudier à Paris. Financièrement parlant, sa mère ne peut se le permettre mais elle souhaite qu'il aille à Paris tout de même, mais Chimo refuse de partir pour Paris car il sait que sa mère n'en a pas les moyens, mais surtout sa rencontre avec Lila le motive à rester à Marseille. Chimo ne partira pas et restera dans sa condition misérable avec trois de ses meilleurs amis, des « ratés ».
Un jour apparaît Lila, 16 ans, blonde et sexy. Elle habite avec sa tante, catholique fervente qui voue un culte à sa virginité. Lila se montre d'un érotisme incroyablement provocant, envoûtant. Elle est le soleil et le diable à la fois. Chimo est timide et son ami Mouloud, un brut épais, tombe amoureux de Lila. Cependant, Lila devient proche de Chimo, le séduisant avec ses jeux sexuels. L'inexpérimenté Chimo tombe amoureux d'elle, mais ne sait pas comment lui déclarer son amour. Lorsque Mouloud se faufile et écoute une conversation privée entre Lila et Chimo, il conclut que la jeune fille est une prostituée. Tout ceci va mener les amis de Chimo en prison, ce qui traumatise Lila à jamais.

## Fiche technique
Sauf indication contraire, les informations mentionnées dans cette section peuvent être confirmées par la base de données cinématographiques IMDb,  présente dans la section « Liens externes ».
- Titre original : Lila dit ça
- Réalisation : Ziad Doueiri
- Scénario : Ziad Doueiri, Marc Lawrence et Joelle Touma, d'après le roman éponyme de Chimo
- Musique : Nitin Sawhney
- Direction artistique : Arnaud Le Roch
- Décors : Yves Bernard
- Costumes : Pierre Matard
- Photographie : John Daly
- Son : Nicolas Naegelen, Laurent Lafran, Sylvain Lasseur
- Montage : Tina Baz
- Production : Marina Gefter
  - Production déléguée : Andrew Ruhemann et Paul Trijbits
  - Production associée : Bruno Levy et Patricia Biancamano
  - Coproduction : Fabienne Vonier, John Battsek, Bernadette Carranza et Luigi Ferrara Santamaria
- Sociétés de production[1] :
  - France : Huit et Demi Productions, France 2 Cinéma et Pyramide Productions, en association avec Move Movie, avec la participation de Canal+, Cofimage 15, Angoa-Agicoa, la société des producteurs de cinéma et de télévision et la région Provence Côte d'Azur
  - Royaume-Uni : Passion Pictures, avec la participation de New Cinema Fund, UK Film Council
  - Italie : Zeal S.r.l.
- Sociétés de distribution[2] : Pyramide Distribution (France) ; Lumière (Belgique) ; Lionsgate UK Ltd (Royaume-Uni)
- Budget : n/a
- Pays de production :  France,  Royaume-Uni,  Italie
- Langues originales : français, arabe
- Format[3] : couleur (Technicolor) - 35 mm - 2,35:1 (Cinémascope) - son Dolby Digital
- Genre : drame, policier, romance
- Durée : 89 minutes
- Dates de sortie[4] :
  - Royaume-Uni : 1er novembre 2004 (Festival du film de Londres)
  - France, Suisse romande : 26 janvier 2005[5]
  - Belgique : 6 avril 2005[6]
  - Italie : 21 octobre 2008 (sortie directement en DVD)
- Classification[7] :
  - France : tous publics avec avertissement[8],[Note 1]
  - Royaume-Uni : interdit aux moins de 18 ans (18 - Suitable only for adults)[9]
  - Italie : tous publics (T - film per tutti)[10]
  - Belgique : tous publics (Alle Leeftijden)
  - Suisse romande : interdit aux moins de 16 ans[11]

## Distribution
- Vahina Giocante : Lila
- Mohammed Khouas : Chimo
- Karim Ben Haddou : Mouloud
- Lotfi Chakri : Bakary
- Hamid Dkhissi : Big Jo
- Edmonde Franchi : la tante de Lila
- Carmen Lebbos : Mère de Chimo
- Ghandi Assad : Sammy
- Dominique Bluzet : Prêtre
- Stéphanie Fatout : Claire Soulier
- Barbara Chossis : Prostituée chinoise
- Bruno Esposito : Inspecteur de police

## Distinctions
Entre 2004 et 2006, Lila dit ça a été sélectionné 10 fois dans diverses catégories et a remporté 4 récompenses,.

### Récompenses
- Festival international du film de Gijón 2004 : 
  - Prix du meilleur acteur pour Moa Khouas,
  - Prix du meilleur scénario pour Ziad Doueiri.
- Festival du film Écrans d'amour de Vérone (Verona Love Screens Film Festival) 2005 :  Prix du jury des jeunes pour Ziad Doueiri.
- Festival international du film de Mons 2005 : Prix du public pour Ziad Doueiri.

### Nominations
- Festival international du film de Gijón 2004 : Grand Prix Asturias du meilleur film pour Ziad Doueiri.
- Festival international du film de Marrakech 2004 : Étoile d'or pour Ziad Doueiri.
- Festival du film de Sundance 2005 : Cinéma du monde - Dramatique pour Ziad Doueiri.
- Prix Satellites 2005 : Meilleur film en langue étrangère.
- Gérard du cinéma 2006 : Gérard de la Plus mauvaise actrice agaçante pour Vahina Giocante[13].
- Trophées Jeunes Talents 2006 : Jeune comédien(ne) cinéma  pour Vahina Giocante[13].